# Danie Rossouw

a Compétitions nationales et continentales officielles uniquement.

b Matchs officiels uniquement.
Daniel « Danie » Jacobus Rossouw, né le 5 juin 1978 à Sabie (Afrique du Sud), est un joueur de rugby à XV sud-africain. Polyvalent, il peut évoluer comme troisième ligne aile, troisième ligne centre ou deuxième ligne (1,96 m pour 117 kg).
Ce joueur puissant, mais aussi extrêmement mobile, fut le titulaire au poste de troisième ligne centre de l'équipe d'Afrique du Sud qui a remporté la Coupe du monde de rugby 2007. Avec les Springboks, il remporte également le Tri nations. Il possède un grand palmarès au niveau des clubs, remportant le Super 14 avec la province des Bulls, la Currie Cup avec l'équipe des Blue Bulls, la Coupe d'Europe et le championnat de France avec le Rugby club toulonnais.

## Biographie
Ses ancêtres devaient probablement être des huguenots français, puisque Rossouw est la forme néerlandisée de Rousseau.
Joueur polyvalent, capable de jouer à pratiquement tous les postes d'avant, Danie Rossouw fait ses débuts dans le Super 12 avec la province des Bulls en 2001. Il effectue son premier test match avec les Springboks le 11 octobre 2003 à l’occasion d’un match de la Coupe du monde 2003 contre l'équipe d'Uruguay. Il inscrit un essai lors de ce premier match et deux essais lors du deuxième contre la Géorgie. Avec les Springboks, il est souvent sélectionné à ses débuts au poste de troisième ligne aile. En 2007, il est titularisé au poste de troisième ligne centre pour la Coupe du monde. Il a bénéficié de ce statut après le forfait de Pierre Spies, beaucoup plus en vue à ce poste. Néanmoins, la qualité de ses prestations notamment en finale contre l'Angleterre (où il empêche Mark Cueto d'inscrire un essai) a justifié son statut. Rossouw joue tous les matchs du tournoi et marque un essai.
En 2007, Danie Rossouw remporte aussi avec les Bulls, le Super 14. Il récidive deux ans plus tard, en 2009 en remportant une deuxième fois le trophée. Malgré le retour de Pierre Spies et la percée de jeunes talents comme Ryan Kankowski ou Heinrich Brüssow après la Coupe du monde 2007, Rossouw demeure l'un des cadres les plus régulièrement appelés sous les couleurs des Springboks du fait notamment de sa capacité à jouer à de nombreux postes. Il est de nouveau retenu en sélection pour disputer la Coupe du monde 2011 et profite de la blessure de Bakkies Botha pour évoluer au poste de deuxième ligne.
Danie Rossouw possède l'un des plus beaux palmarès du rugby sud-africains puisqu'il a remporté une Coupe du monde, deux Super 14 et cinq Currie Cup. Il est réputé pour ses qualités physiques, son adresse ballon en main et ses capacités à franchir les défenses par ses courses. En juillet 2011, il signe un contrat de deux ans avec le club japonais de Suntory Sungoliath, club avec lequel il devient champion du Japon.
Le 6 mars 2013, il arrive dans l'effectif du Rugby club toulonnais, club pour lequel il a signé un contrat de 18 mois. Il y retrouve ainsi un de ses amis Bakkies Botha. Blessé lors de son premier match, fracture de l'orteil face à Bayonne, il doit attendre la demi-finale de la Coupe d'Europe pour pouvoir disputer son premier match en compagnie de Botha sous les couleurs toulonnaises. Lors de cette rencontre, où il subit un carton jaune, les Toulonnais s'imposent sur le score de 24 à 12 face aux Saracens. Il est de nouveau présent lors de la finale disputée face à Clermont. Lors de celle-ci, le RC Toulon s'impose sur le score de 16 à 15. Il dispute une deuxième finale avec son nouveau club, celle du Top 14, face au Castres olympique. Ce dernier club s'impose 19 à 14.
Handicapé par une arthrose de la hanche depuis le mois d'octobre, il retrouve le groupe toulonnais en février à l'occasion d'une rencontre face à Biarritz. Présent en deuxième ligne lors du quart de finale de Coupe d'Europe face au Leinster remporté sur le score de 19 à 14,, il joue également la demi-finale face à une autre province irlandaise, le Munster, rencontre qui se solde par une nouvelle victoire et une qualification pour une deuxième finale consécutive de Coupe d'Europe. Pour la finale de Cardiff, face aux Saracens, il est aligné en deuxième ligne avec son compatriote Botha. le RCT s'impose 23 à 6. Une semaine plus tard, pour la finale du Top 14, Bernard Laporte lui préfère Ali Williams pour épauler Botha en deuxième ligne, Rossouw occupant un poste de remplaçant. Toulon prend sa revanche sur l'édition précédente en s'imposant . Quelques jours avant cette finale, il annonce la fin de sa carrière.

## Carrière

### En club
Danie Rossouw dispute régulièrement le Super 14 (qui s'appelait à l'époque Super 12) depuis 2001. Il a participé à huit saisons avec la province des Bulls dans ce tournoi  et a remporté deux fois le Super 14 en 2007 et 2009.
- En Super 14: 73 matchs disputés, 3 essais
- En Currie Cup: 26 matchs, 7 essais

### En équipe nationale
Il a effectué son premier test match avec les Springboks le 11 octobre 2003 à l’occasion d’un match contre l'équipe d'Uruguay.
Il a participé à la coupe du monde 2003 (4 matchs disputés). Il a remporté la Coupe du monde de rugby 2007 disputant 7 matchs et inscrivant 1 essai en demi-finale contre l'Argentine.

## Palmarès
- Vainqueur de la Coupe du monde 2007 avec  l'équipe d'Afrique du Sud
- Vainqueur du Tri nations 2009 avec l'équipe d'Afrique du Sud
- Vainqueur du Super 14 en 2007 et en 2009 avec les Bulls
- Vainqueur de la Currie Cup en 2002, 2003, 2004, 2006 et 2009 avec les Blue Bulls
- Vainqueur de la Top League en 2012 et 2013 avec les Suntory Sungoliath
- Vainqueur de la Coupe d'Europe de rugby à XV 2013 et 2014 avec le RC Toulon
- Vainqueur du Championnat de France 2014 avec le Rugby club toulonnais
- 63 sélections (10 essais) avec les Springboks